# Mops nanulus
Mops nanulus é uma espécie de morcego da família Molossidae. Pode ser encontrada na Serra Leoa, Costa do Marfim, Guiné, Gana, Nigéria, Camarões, República Democrática do Congo, Sudão, Uganda, Etiópia e Quênia.